# Ludwig XIII.

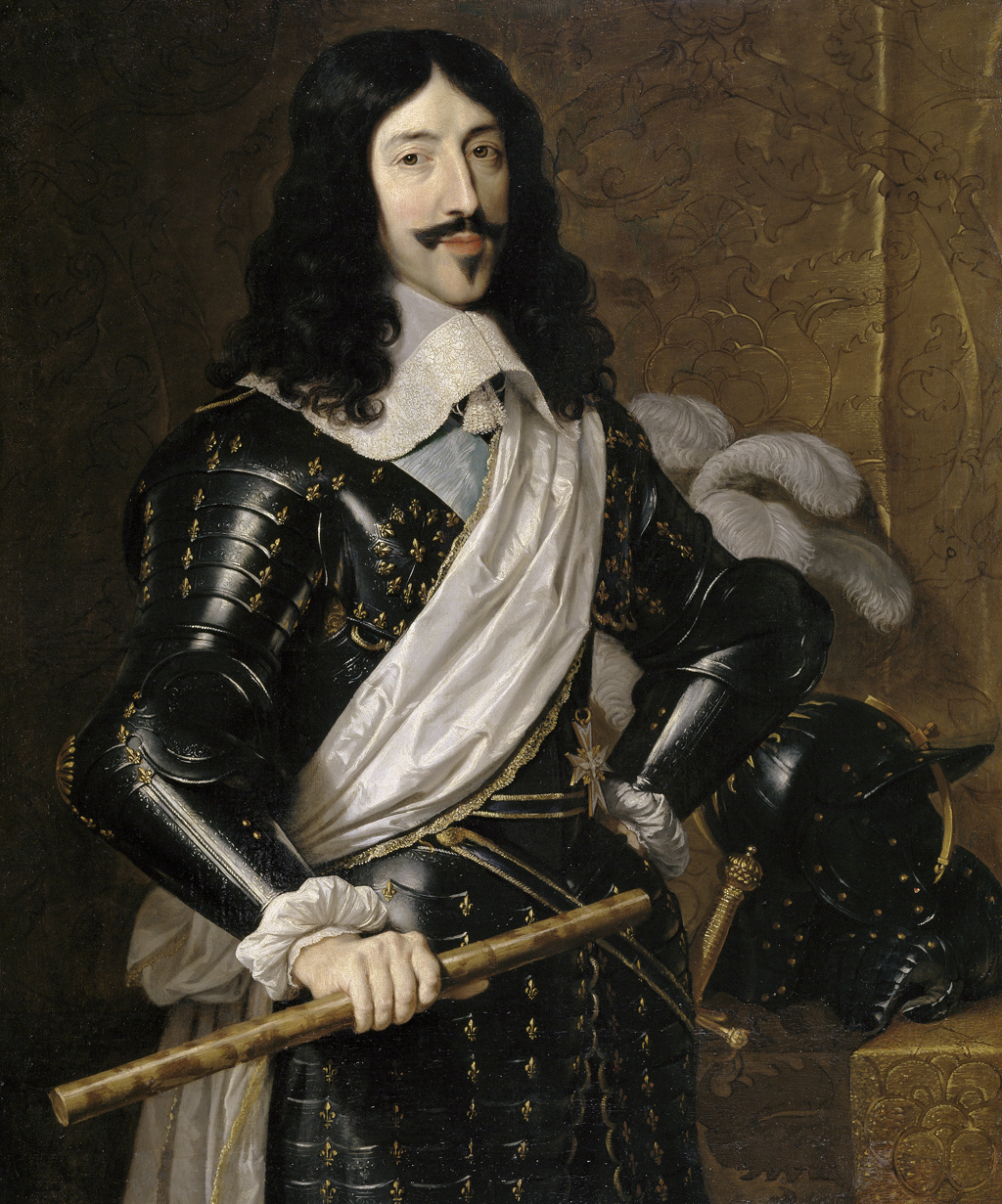
Ludwig XIII., gemalt von Philippe de Champaigne.

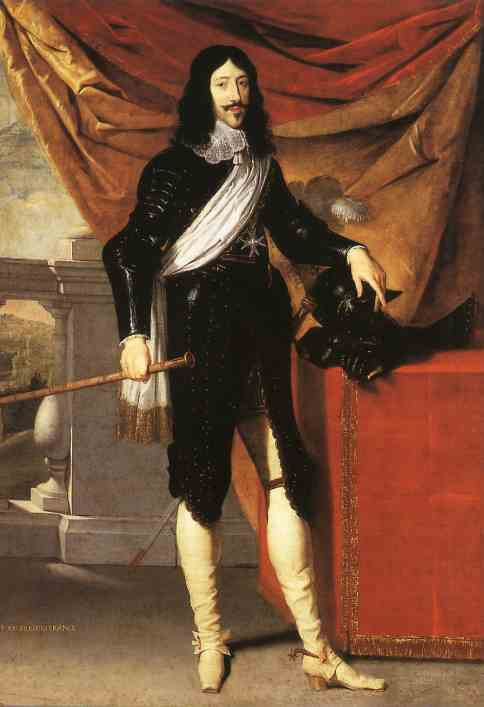
Ludwig XIII., gemalt von Philippe de Champaigne.
Ludwigs Unterschrift:

Ludwig XIII. (* 27. September 1601 in Fontainebleau; † 14. Mai 1643 in Saint-Germain-en-Laye) war von 1610 bis 1643 König von Frankreich und Navarra. Er trug den Beinamen Louis le Juste (deutsch: Ludwig der Gerechte).

## Leben

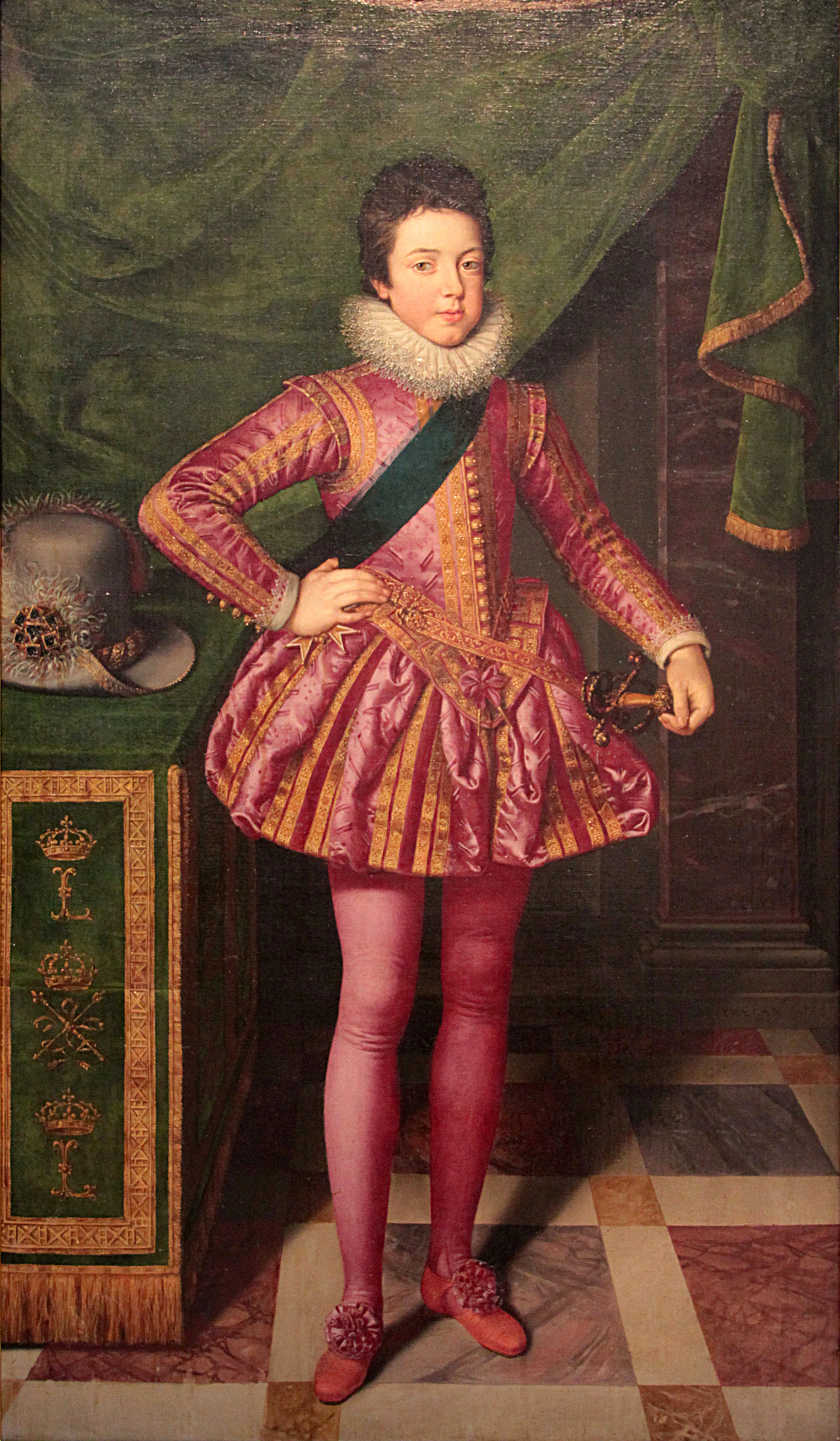
Louis XIII., gemalt von Frans Pourbus dem Jüngeren (1611), (Palazzo Pitti)

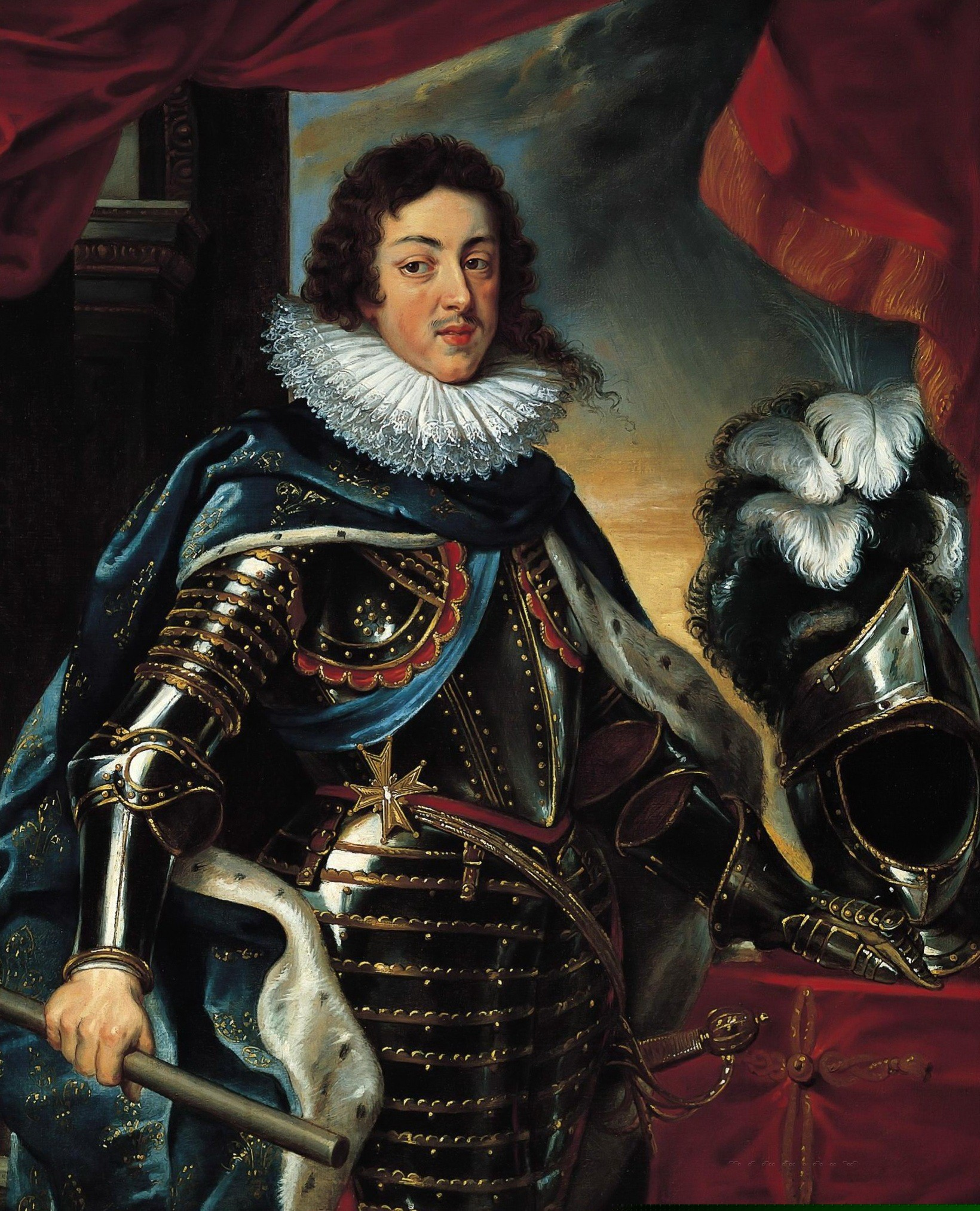
Ludwig XIII., gemalt von Peter Paul Rubens, (Norton Simon Museum)

Ludwig XIII. war der zweite französische König aus dem Haus Bourbon. Er war der älteste Sohn von Heinrich IV. von Frankreich und dessen zweiter Gemahlin Maria de’ Medici. Nach der Ermordung seines Vaters im Jahr 1610 folgte er diesem im Alter von neun Jahren auf den Thron. Die tatsächliche Macht übernahm seine Mutter als Regentin. 1617, im Alter von 16 Jahren, ließ Ludwig XIII. Concino Concini, den Günstling seiner Mutter, beseitigen und verbannte sie. Nach der Aussöhnung machte er 1624 den Berater seiner Mutter, Kardinal Richelieu, zum Minister. Trotz heftiger Anfeindungen und zahlreicher Intrigen stützte der König diesen fähigen Berater bis zu dessen Tod.

### Kindheit
Ludwig kam am 27. September 1601 zur Welt. Nach 50 Jahren war er der erste Dauphin, der in Frankreich geboren wurde. Ludwig wuchs fern vom Hof unter der Obhut der Madame de Mouglat und des Leibarztes Jean Héroard (1551–1628) auf. Letzterer führte ein genaues Tagebuch über die gesundheitliche Verfassung, Psyche, Neigungen und Beschäftigungen des jungen Thronerben und hinterließ damit ein einzigartiges Dokument über die Prinzenerziehung aus einer Zeit, die kaum schriftliche Quellen über Kinder kennt. Das empfindsame Kind litt unter der strengen, durch Schläge geprägten Erziehung und der Trennung vom vergötterten Vater.

### Regentschaft der Maria de’ Medici
Heinrich IV. wurde – kurz nach der Krönung der Maria de’ Medici und kurz vor seinem Aufbruch in den Krieg gegen Habsburg – am 14. Mai 1610 von dem religiösen Fanatiker François Ravaillac ermordet.
Ludwig XIII. wurde am 17. Oktober 1610 in der Kathedrale von Reims zum König gekrönt. Für den Minderjährigen übernahm die Mutter die Regentschaft. Sie betrieb im Gegensatz zu ihrem Mann und Vorgänger unter der Leitung zweier Günstlinge aus dem italienischen Gefolge, Leonora Dori Galigaï und Concino Concini, eine spanienfreundliche Politik. Sichtbarstes Zeichen war 1615 die Doppelhochzeit ihrer beiden ältesten Kinder: Ludwig mit der spanischen Prinzessin Anna von Österreich und Elisabeth mit dem spanischen Thronfolger, dem späteren Philipp IV. von Spanien.
Anlässlich der Erklärung der Volljährigkeit Ludwigs und auf Druck von Heinrich II. von Bourbon, Prince de Condé, dem nächsten Anwärter auf den französischen Thron, wurden 1614 – zum letzten Mal vor 1788/89 – die Generalstände einberufen. Der junge König wurde gleichwohl als „das kindischste Kind“ von der Regierung und dem Rat ferngehalten.
Die Generalstände wurden die erste öffentliche Plattform für Armand-Jean du Plessis, den ehrgeizigen Bischof von Luçon und späteren Kardinal Richelieu.

### Machtergreifung und Konflikt mit der Königinmutter
Am Hof hielt man Ludwig XIII. für einen unfähigen Idioten. Umso größer war die Überraschung, als der kaum sechzehnjährige König am 24. April 1617 Concino Concini ermorden ließ und die Macht an sich riss. Seine Mutter schickte er in die Verbannung nach Blois. Der vormalige Falkner des Königs, Charles d’Albert de Luynes (1578–1621) übernahm Titel, Besitz und Position des Ermordeten und wurde bald ebenso unbeliebt.
Maria de’ Medici wurde in der Verbannung der Kristallisationspunkt für alle Versuche des Hochadels, die Königsmacht zu schwächen. 1620 schlug Ludwig mit Waffengewalt eine Verschwörung nieder, in der seine Mutter und der Herzog von Épernon im Mittelpunkt standen. In den darauf folgenden Friedensverhandlungen zwischen Mutter und Sohn machte sich der Bischof von Luçon unentbehrlich. Im Jahr 1621 gelang ihr während eines langen Aufenthalts des Königs im Süden Frankreichs die Rückkehr an den Hof. Im selben Jahr starb der zum Oberbefehlshaber ernannte, aber glücklos kämpfende Luynes während des Feldzugs gegen die aufständischen Hugenotten in Südfrankreich.

### Einvernehmen zwischen Mutter und Sohn – Aufstieg Richelieus

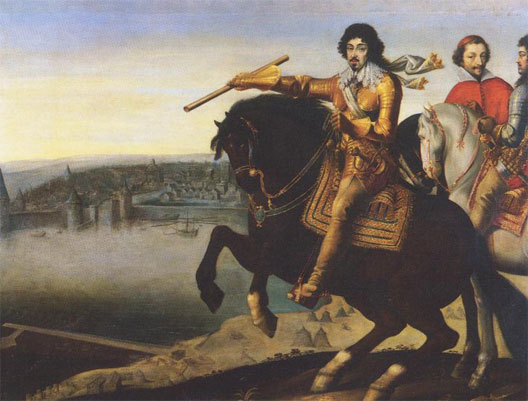
Ludwig XIII. und Kardinal de Richelieu vor La Rochelle

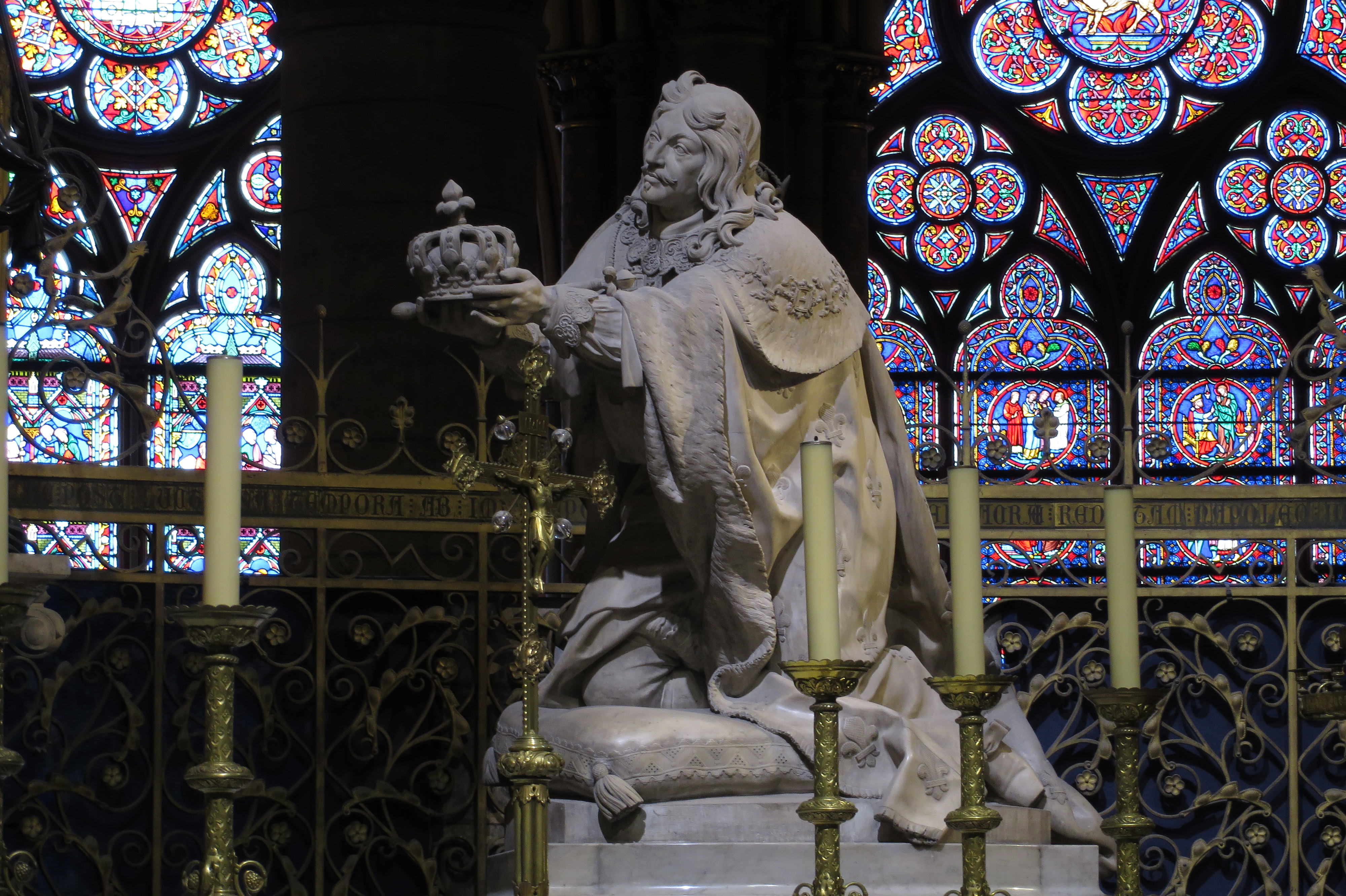
Von Guillaume Coustou geschaffene Statue am Hochaltar der Kathedrale Notre-Dame de Paris

Ludwig XIII. schwor nach dem Versagen seines Favoriten, Herzensangelegenheiten und Regierungsgeschäfte zu trennen. Maria de’ Medici gewann zunehmend an Einfluss. Sie kehrte in den Kronrat zurück und konnte schließlich den Widerstand des jungen Königs gegen die Berufung ihres Vertrauten und Beraters, du Plessis (seit September 1622 Kardinal von Richelieu), in den Kronrat überwinden. Ihre Hoffnung und die Erwartungen aller Beobachter, dass ihr Einfluss und die pro-Habsburgische Politik dadurch Auftrieb erhielten, wurde jedoch nicht erfüllt.
Der neue Minister schwenkte auf den nationalen (gallikanischen) Kurs und ging auf Konfrontation mit Habsburg, den Granden und den Hugenotten. Er verantwortete die dynastische Verbindung mit England, ließ päpstliche Truppen aus dem Veltlin vertreiben, unterstützte die protestantischen Gegner der Habsburger im Heiligen Römischen Reich deutscher Nation und brach die politisch-militärische Macht der Hugenotten durch die Eroberung von La Rochelle (1627–1628). Die Belagerung der weitgehend protestantisch gewordenen Hafenstadt Rochelle überlebten nur etwa 6.000 von vorher 28.000 Einwohnern. Der Kardinal stand damit bald einer immer größeren Front an Gegnern gegenüber, in die sich mit der Zeit auch seine einstmalige Gönnerin Maria de’ Medici einreihte.

### Der Tag der Enttäuschten
Maria de’ Medici drängte nach schweren Erkrankungen des Königs auf den Feldzügen gegen La Rochelle und Savoyen auf die Entlassung des Ministers. Am 10. November 1630 kam es zum offenen Bruch zwischen Maria de’ Medici und dem Kardinal. Sie forderte ihren verzweifelt vermittelnden Sohn auf, zwischen Mutter und Minister zu wählen. Einen Tag lang wähnten sich alle Gegner des Kardinals als Sieger. Dann entschied Ludwig XIII. gegen seine Mutter (siehe: Journée des Dupes). Ihre Berater wurden verhaftet; am 23. Februar 1631 wurde Maria de’ Medici in die lebenslange Verbannung geschickt.

### Dynastischer Triumph und persönliche Tragödie
In den letzten zwölf Jahren seines Lebens erlebte Ludwig XIII., wie unter der gemeinsamen Herrschaft mit Richelieu die Macht Frankreichs und die Macht des Königshauses in Frankreich immer weiter gestärkt wurden. Den Triumph über Kaiser und spanischen König aber bezahlte der tief religiöse König mit schweren Gewissensbissen. Die Knebelung des aufrührerischen Adels wurde mit dem Blut seiner Verwandten, seine Autorität durch die Hinrichtung seines letzten Favoriten, Henri Coiffier de Ruzé, Marquis de Cinq-Mars, erkauft. Die späte Geburt zweier Söhne (1638 und 1640) sicherte den dynastischen Fortbestand des Königshauses. Der Älteste wurde als „Kind des Wunders“ (französisch enfant du miracle) angesehen, da die 1615 geschlossene Ehe der Eltern aus politischen und persönlichen Gründen lange als gescheitert gegolten hatte: Anna von Österreich hatte gegen die antispanische Politik Richelieus intrigiert, Ludwig XIII. fühlte sich eher zum eigenen Geschlecht hingezogen. Ende der 1630er Jahre, nachdem die spanischen Pläne  der Königin gescheitert waren, kam es zu einer Aussöhnung, die auch in quasi-diplomatischen Erklärungen festgehalten wurde. Anna verzichtete auf weitere politische Interventionen, Ludwig fügte sich in seine dynastische Pflicht, einen Thronfolger zu zeugen. Zweifel an seiner Vaterschaft wurden später im Rahmen der verbreiteten Polemiken gegen Ludwig XIV. verbreitet, sind laut dessen Biographen Martin Wrede aber nicht plausibel, da sie weder von Ludwig XIII. selbst noch von einem sonst erbberechtigten Agnaten geäußert wurden.

### Tod
Kurz vor dem Tod schrieb Ludwig ein Testament mit dem Ziel, die Vorrechte seiner Frau, der neuen Regentin, einzuschränken. Anna von Österreich nahm darauf keine Rücksicht.
Ludwig XIII. starb am 14. Mai 1643 in Saint-Germain-en-Laye, exakt 33 Jahre nach seinem Vater. 
Er starb nach sechs Wochen starker Koliken und Erbrechen im Alter von 41 Jahren möglicherweise an den Folgen eines Morbus Crohn. Sein Arzt Bouvard verordnete ihm in den letzten zwei Jahren seines Lebens vierunddreißig Aderlasse, eintausendzweihundert Einläufe und zweihundertfünfzig Säuberungen. 
Ludwigs Leichnam wurde wie von ihm gewünscht ohne jede Zeremonie in die Kathedrale von Saint-Denis gebracht, die Grablege der französischen Könige. 
Bei der Plünderung der Königsgräber von Saint-Denis während der Französischen Revolution wurde sein Grab am 15. Oktober 1793 geöffnet und geplündert; seine Überreste wurden in einem Massengrab außerhalb der Kirche beerdigt.

## Persönlichkeit und Wirkung
Ludwig XIII. wollte bereits in jungen Jahren als Ludwig der Gerechte (Louis le Juste) in die Geschichte eingehen. Dabei verstand er Gerechtigkeit allerdings nicht im modernen Sinne, sondern im Sinne von patriarchaler Wiederherstellung von Gesetz und Ordnung. Dieser Wunsch wurde durch jahrzehntelange Bürgerkriege und Ludwigs Erfahrungen mit der nachgiebigen „Scheckbuchdiplomatie“ seiner Mutter und zerstörerische Partikularinteressen von Hochadel, Hugenotten und den „ultramontanen“ Anhängern von Papst und spanischem König geprägt. Ludwig XIII. und sein Minister leisteten wesentliche Schritte auf dem Weg Frankreichs zur kontinentalen Vorherrschaft und zum Absolutismus.
Das Bild der Person und des Herrschers Ludwig XIII. ist bis heute – trotz guter Quellenlage – stärker durch literarische Fiktion als durch die Geschichtswissenschaft beeinflusst. Das Bild vom schwächlichen, uninteressierten und naiven Trottel, der das Objekt der Manipulation des genialen und intriganten Ministers Richelieu war, wurde insbesondere durch den Roman „Die drei Musketiere“ von Alexandre Dumas geprägt und durch dessen zahlreiche Verfilmungen gefestigt.
Tatsächlich war Ludwig XIII. eine schüchterne Persönlichkeit, die sich in Gesellschaft nicht wohlfühlte und zum Stottern neigte. Gleichwohl besaß er einen starken Willen und die Fähigkeit, entschlossen und (auch gegen die eigenen Gefühle) rücksichtslos zu handeln.
Er befand sich im ständigen Spannungsfeld zwischen dem eigenen Anspruch an seine Rolle als ein absoluter Monarch und seinen privaten Neigungen. Von ihm stammt das Zitat: „Ich wäre kein König, leistete ich mir die Empfindungen eines Privatmannes.“
Unter der kleinlichen Eifersucht des Monarchen hatte auch sein Minister zu leiden, der stets in dem Bewusstsein regierte, dass er seine Position allein dem Wohlwollen des Königs zu verdanken habe. Ludwig behielt sich die Entscheidung in allen wichtigen Angelegenheiten vor.

## Nachkommen
Mit seiner Frau Anna von Österreich hatte er zwei Söhne:
- Ludwig XIV. (1638–1715) König von Frankreich

1. ⚭ 1660 Maria Teresa von Spanien
2. ⚭ 1683 (in morganatischer Ehe) Madame de Maintenon

- Philipp von Frankreich, Herzog von Orléans (1640–1701)

1. ⚭ 1661 Henrietta von England
2. ⚭ 1671 Liselotte von der Pfalz

## Vorfahren
| Ahnentafel Ludwig XIII.                                    | Ahnentafel Ludwig XIII.                                                                          | Ahnentafel Ludwig XIII.                                                                          | Ahnentafel Ludwig XIII.                                                                          | Ahnentafel Ludwig XIII.                                                                          | Ahnentafel Ludwig XIII.                                                         | Ahnentafel Ludwig XIII.                                                         | Ahnentafel Ludwig XIII.                                                                 | Ahnentafel Ludwig XIII.                                                                     |
| ---------------------------------------------------------- | ------------------------------------------------------------------------------------------------ | ------------------------------------------------------------------------------------------------ | ------------------------------------------------------------------------------------------------ | ------------------------------------------------------------------------------------------------ | ------------------------------------------------------------------------------- | ------------------------------------------------------------------------------- | --------------------------------------------------------------------------------------- | ------------------------------------------------------------------------------------------- |
| Ururgroßeltern                                             | François de Bourbon, comte de Vendôme (1470–1495) ⚭ 1487 Marie de Luxembourg-Ligny († 1547)      | Herzog René (Alençon) (1454–1492) ⚭ 1488 Margarete von Lothringen (1463–1521)                    | König Johann III. (Navarra) (1469–1516) ⚭ 1484 Katharina de Foix (1470–1517)                     | Charles de Valois, comte d’Angoulême (1459–1496) ⚭ 1490 Luise von Savoyen (1476–1531)            | Giovanni de’ Medici (1498–1526) ⚭ 1516 Maria Salviati (1499–1543)               | Pedro Álvarez de Toledo (1484–1553) ⚭ María Pimentel-Osorio                     | König Philipp I. (Kastilien) (1478–1506) ⚭ 1496 Königin Johanna (Kastilien) (1479–1555) | König Vladislav II. (Böhmen und Ungarn) (1456–1516) ⚭ 1502 Anne de Foix-Candale (1484–1506) |
| Urgroßeltern                                               | Charles de Bourbon, duc de Vendôme (1489–1537) ⚭ 1513 Françoise d’Alençon (1490–1550)            | Charles de Bourbon, duc de Vendôme (1489–1537) ⚭ 1513 Françoise d’Alençon (1490–1550)            | König Heinrich II. (Navarra) (1503–1555) ⚭ 1526 Margarete von Navarra (1492–1549)                | König Heinrich II. (Navarra) (1503–1555) ⚭ 1526 Margarete von Navarra (1492–1549)                | Cosimo I. de’ Medici (1519–1574) ⚭ 1539 Eleonora von Toledo (1522–1562)         | Cosimo I. de’ Medici (1519–1574) ⚭ 1539 Eleonora von Toledo (1522–1562)         | Kaiser Ferdinand I. (1503–1564) ⚭ 1521 Anna von Böhmen und Ungarn (1503–1547)           | Kaiser Ferdinand I. (1503–1564) ⚭ 1521 Anna von Böhmen und Ungarn (1503–1547)               |
| Großeltern                                                 | Antoine de Bourbon, duc de Vendôme (1518–1562) ⚭ 1548 Königin Johanna III. (Navarra) (1528–1572) | Antoine de Bourbon, duc de Vendôme (1518–1562) ⚭ 1548 Königin Johanna III. (Navarra) (1528–1572) | Antoine de Bourbon, duc de Vendôme (1518–1562) ⚭ 1548 Königin Johanna III. (Navarra) (1528–1572) | Antoine de Bourbon, duc de Vendôme (1518–1562) ⚭ 1548 Königin Johanna III. (Navarra) (1528–1572) | Francesco I. de’ Medici (1541–1587) ⚭ 1565 Johanna von Österreich (1547–1578)   | Francesco I. de’ Medici (1541–1587) ⚭ 1565 Johanna von Österreich (1547–1578)   | Francesco I. de’ Medici (1541–1587) ⚭ 1565 Johanna von Österreich (1547–1578)           | Francesco I. de’ Medici (1541–1587) ⚭ 1565 Johanna von Österreich (1547–1578)               |
| Eltern                                                     | König Heinrich IV. (Frankreich) (1553–1610) ⚭ 1600 Maria de’ Medici (1575–1642)                  | König Heinrich IV. (Frankreich) (1553–1610) ⚭ 1600 Maria de’ Medici (1575–1642)                  | König Heinrich IV. (Frankreich) (1553–1610) ⚭ 1600 Maria de’ Medici (1575–1642)                  | König Heinrich IV. (Frankreich) (1553–1610) ⚭ 1600 Maria de’ Medici (1575–1642)                  | König Heinrich IV. (Frankreich) (1553–1610) ⚭ 1600 Maria de’ Medici (1575–1642) | König Heinrich IV. (Frankreich) (1553–1610) ⚭ 1600 Maria de’ Medici (1575–1642) | König Heinrich IV. (Frankreich) (1553–1610) ⚭ 1600 Maria de’ Medici (1575–1642)         | König Heinrich IV. (Frankreich) (1553–1610) ⚭ 1600 Maria de’ Medici (1575–1642)             |
| Ludwig XIII. (1601–1643), König von Frankreich und Navarra |                                                                                                  |                                                                                                  |                                                                                                  |                                                                                                  |                                                                                 |                                                                                 |                                                                                         |                                                                                             |

## Rezeption
Eine Episode aus dem Jahr 1627, rund um Hofintrigen und die Belagerung von La Rochelle, diente als Vorlage für den berühmten Roman:
- Alexandre Dumas: Die drei Musketiere

Literarisch weniger bedeutend ist die populäre Romanreihe Fortune de France von Robert Merle. Zur Zeit der Herrschaft Ludwigs XIII. spielen die Bände:
- Robert Merle: Der wilde Tanz der Seidenröcke. Aufbau-Verlag, Berlin 1997, ISBN 3-7466-1216-0.
- Robert Merle: Das Königskind. Aufbau-Verlag, Berlin 1998, ISBN 3-7466-1217-9.
- Robert Merle: Die Rosen des Lebens. Aufbau-Verlag, Berlin 2000, ISBN 3-351-02383-9.
- Robert Merle: Lilie und Purpur. Aufbau-Verlag, Berlin 2001, ISBN 3-351-02885-7.
- Robert Merle: Ein Kardinal vor La Rochelle. Aufbau-Verlag, Berlin 2001, ISBN 3-7466-1225-X.
- Robert Merle: Die Rache der Königin. Aufbau-Verlag, Berlin 2007, ISBN 3-7466-1226-8.